# Меза (Расловское сельское поселение)
Меза́ — железнодорожная станция (населённый пункт) в Расловском сельском поселении Судиславского района Костромской области России.

## География
Населённый пункт расположен у одноименной станции железнодорожной ветки Кострома — Галич, недалеко от автодороги Кострома — Верхнеспасское Р98.

## История
До муниципальной реформы 2010 года населённый пункт также входил в состав Расловского сельского поселения Судиславского района.

## Население
| 2008 | 2010 | 2014 |
| ---- | ---- | ---- |
| 38   | ↘21  | ↗39  |